# Oni su Hrvatska (2017.)
Oni su Hrvatska je hrvatski igrani film redatelja Ivice Božića iz 2017. godine. Snimljen je uz vrlo mali proračun, od samo 4000 kn, prema priči “Zaboravljene bitke” brigadira HV Ivice Matešića Jeremije. Film je snimila udruga Žene u Domovinskom ratu Zadar zajedno s Udrugom VRSI FILM. Autori su ga snimali na zadarskom području od Uskrsa i to vikendima.
Film ukazuje na probleme što niti u jednom segmentu današnje države Hrvatske, pobjeda branitelja nije sadržana kao temelj hrvatske države, nego pače veliki broj institucija, udruga i novinara obezvrjeđuje i umanjuje vrijednosti proizašle iz Domovinskog rata. Film je odgovor svima koji troše milijune na patetične pamfletske filmske uratke koji govore laži i neistine o Domovinskom ratu, ponižavaju žrtvu branitelja, ismijavaju se udovicama i roditeljima poginulih branitelja. Cilj filma je probuditi savjest mnogih koji još uvijek nisu svjesni da su ljudi za slobodnu Hrvatsku darivali najvrjednije što su imali, svoj život. Glumci u filmu su djeca i unuci hrvatskih branitelja, hrvatski branitelji i članice Udruge Žene u Domovinskom ratu Zadar. Film je premijerno prikazan rujna 2017. godine.
Producent je Udruga Žene u Domovinskom ratu, Zadar, proizvodnja je Vrsi film, kamera je djelo Ante Božića, vizualni efekti Ante i Krešimira Božića. Snimljen u koprodukciji Udruge veterana Vojne policije sudionika Domovinskog rata, Zajednice udruge veterana Vojne policije Domovinskog rata RH.
Produkcija Udruga Žene u Domovinskom ratu - Zadar. Koprodukcija Udruga veterana vojne policije sudionika Domovinskog rata Zadarske županije, Zajednica udruga veterana vojne policije iz Domovinskog rata Republike Hrvatske. Sniman je na lokacijama u Vrsima, Zatonu, Kašiću i Pridrazi. Na odjavnoj špici pjeva klapa Težaci iz Paljuva. Specijalni efekti, zvuk i slika: Video studio Ante Božić i Krešimir Božić. Proizvodnja Vrsi film 2017. godine.

## Vanjske poveznice
- Youtube, Oni su Hrvatska - trailer
- Plakat premijere u Zagrebu  Arhivirana inačica izvorne stranice od 22. listopada 2017. (Wayback Machine)
- Cijeli film Oni su Hrvatska  Arhivirana inačica izvorne stranice od 27. lipnja 2020. (Wayback Machine), Projekt Velebit